# Jリーグメディアプロモーション
株式会社Jリーグメディアプロモーション（ジェイリーグメディアプロモーション）は、かつて日本プロサッカーリーグ（Jリーグ）の公式映像を製作・管理していた会社である。公益社団法人日本プロサッカーリーグの子会社。
2020年1月1日付でその他のJリーグ関連企業と合併し、株式会社Jリーグの一部門（マルチメディアカンパニー部門）となった。

## 概要
1993年に、Jリーグの映像管理を行う「ジェイリーグ映像株式会社」として設立され、2008年6月に現社名に変更した。Jリーグ及びその関連会社であるジェイリーグエンタープライズのほか、在京民間テレビ放送各社や大日本印刷などが出資している。
Jリーグ公式戦の各種試合映像、記録映画の製作及びJリーグが権利を保有する映像の著作権管理業務の受託を中心に、J's GOALをはじめインターネットコンテンツの開発・運営、Jリーグ主催試合の公式記録を管理する「Jリーグデータセンター」の運営業務の受託等を主な業務としている。かつては日本女子サッカーリーグ（なでしこリーグ）およびサッカー日本代表公式戦など日本サッカー協会 (JFA) が権利を保有する一部試合の映像管理も行っていたが、こちらについては2017年4月1日以降、映像管理会社のプラットイーズが設けた「JFA映像アーカイブセンター」に移管された。
また、Jリーグ公式サイト「J.LEAGUE.jp」及びファンサイト「J's GOAL」の運営も行っているほか、スカパー!のハイライト番組（Jリーグアフターゲームショー/マッチデーJリーグ/Jリーグマッチデーハイライト）の制作協力も行っていた。
2014年シーズンからイマジカ・ロボット ホールディングスとJリーグの記録映像のアーカイブ構築を目的とした映像アーカイブパートナー契約を締結。Jリーグ発足時からの公式映像をデジタル化した上でデータベース化し、IMAGICA経由で配信する仕組みを構築した。
2020年1月1日付をもって、Jリーグデジタル（Jリーグ公式映像の製作・ライブ映像配信を行う会社、2017年設立）・Jリーグマーケティング（ジェイリーグエンタープライズの事業部門を分社化して生まれた会社、2017年4月1日改組）と共にJリーグ関連企業の持株会社であった株式会社Jリーグホールディングス (JHD) に吸収合併され、同時にJHDは「株式会社Jリーグ」に商号変更した。合併後は同社のマルチメディアカンパニー部門がJリーグ公式試合等の映像・静止画の管理販売を行っている。